# 7945 Kreisau
7945 Kreisau è un asteroide della fascia principale. Scoperto nel 1991, presenta un'orbita caratterizzata da un semiasse maggiore pari a 2,1755627 UA e da un'eccentricità di 0,1216456, inclinata di 4,00983° rispetto all'eclittica.